# Rie
Rie (jap. りえ, リエ) – popularne żeńskie imię japońskie.

## Możliwa pisownia
Rie można zapisać, używając wielu różnych znaków kanji i może znaczyć m.in.:
- 理恵, „logika, błogosławieństwo”
- 利恵, „wartość, błogosławieństwo”
- 梨絵, „gruszka, obraz”
- 梨恵, „gruszka, błogosławieństwo”
- 理江, „logika, dopływ”
- 理絵, „logika, obraz”
- 里枝, „wioska, gałąź”
- 里依, „wioska, niezawodny”

## Znane osoby
- Rie Funakoshi (りえ), japońska piosenkarka i autorka tekstów
- Rie Furuse (里恵), japońska wokalistka
- Rie Ishizuka (理恵), japońska seiyū
- Rie Kanda (理江), japońska seiyū
- Rie Kugimiya (理恵), japońska seiyū
- Rie Nakagawa (里江), japońska aktorka i seiyū
- Rie Takada (りえ), japońska mangaka
- Rie Tanaka (理恵), japońska piosenkarka i seiyū
- Rie Satō (理恵), japońska softballistka
- Rie Tomosaka (りえ), japońska aktorka

## Fikcyjne postacie
- Rie Yamabishi (理恵), bohaterka mangi Spriggan